# بيرند شوستر
«بيرند» شوستر ( بالألمانية: [bɛʁnhaʁt bɛʁnt ʃʊstɐ] ؛ من مواليد 22 ديسمبر 1959 في أوغسبورغ، بافاريا) هُو مُدرب كرة قدم ألماني ولاعب سابق. لقبهُ هو (الملاك الأشقر). 

## مسيرتهُ الكُروية كلاعب
بدأ شوستر مسيرتهُ مع كولن في سن ال 18 عام في عام 1978 بعد عدد من العروض الواعدة مع منتخب ألمانيا الغربية تحت 18 عام. وقد ترك شوستر كولن في عام 1980 وقد وقع مع النادي الإسباني برشلونة، حيث أصبح رائعاً . وخلال مسيرتهُ الكروية، لعب أيضاً لأندية ريال مدريد وأتليتكو مدريد وباير ليفركوزن.
برشلونة
كانَ شوستر جُزءاً هاماً من فريق برشلونة خلال عام 1980 حيث كان يُسجل عدة اهداف مع الفريق الكتلوني. وكان علاقاته صعبة مع رئيس النادي جوزيب لويس نونيز وبعض المدربين مثل هيلينيو هيريرا، أودو لاتيك، تيري فينابلز ولويس أراجونيس . ورغم ذلك فإنهُ فازَ بالكرة الفضية الأوروبية في عام 1980 والكرة البرونزية في عامي 1981 و 1985. وبسن ال 21 عام، وتحديداً في عام 1981، اُصيب باصابة سيئة في ركبته اليُمنى من مدافع اتلتيك بلباو اندوني جواكويتكسيا.
ريال مدريد
كان انتقاله إلى ريال مدريد مُثير للجدل ويرجع ذلك إلى التنافس القوي بين برشلونة ومدريد وصعب انتقال اللاعبين إليهما من الغريم . وقد كان شوستر جيداً مع ريال مدريد واُعجب به الكثير .
```
أتلتيكو مدريد
```

وقعَ بيرند شوستر مع أتليتيكو مدريد في خريف عام 1990، وساعدَ على تحسين أداء فريق اتلتيكو والتي تعتمد كانت على التمريرات المُتبادلة . وقد ساعدت تمريراته الدقيقة والطويلة رجوع اتلتيكو مدريد كنادٍ بارز !
باير ليفركوزن
في عام 1993 عاد بيرند إلى ألمانيا للعب لمدة ثلاثة مواسم مع باير ليفركوزن. على الرغم من مساهماتهِ الجيدة بالنادي، لكن النادي كان لم يقدر ان يحصل على كاس ألمانيا والألماني كان أداءه رائعاً والهم الجميع وبذلك أصبح في تشكيلة الفريق الألماني لكأس العالم عام 1994. وقد حصل اللاعب على جائزة أفضل هدف في عام 1994 بعد أن كانت ثلاثة اهداف مُرشحة للجائزة. وحسب استطلاع كان لأفضل اللاعبين المحترفين في أوروبا من خلال السنين الخمس الماضية، كانَ بيرند شوستر في المركز 40.

## حياته الكروية
ساهم في فوز ألمانيا الغربية بكأس الأمم الأوروبية 1980 في إيطاليا, لكنه أنهى مسيرته الدولية بعد 21 مباراة فقط وكان يسميها بالملاك الأشقر وجاء ذلك أثر اختلافه مع المدرب يوب ديرفال وزميله في المنتخب الألماني بول برايتنر.
ويحسب إليه بعدها فوزه بلقب أفضل لاعب أجنبي في الدوري الإسباني سنة 1985 وسنة 1991.
فقد صنع شوستر اسما لنفسه في إسبانيا كصانع ألعاب نادي برشلونة ثم ريال مدريد وبعده أتلتيكو مدريد واختير في استطلاع للإتحاد الأوروبي سنة 2004 كواحد من أفضل اللاعبين الأوروبيين في العقود الخمسة الماضية لهذا القرن.
تولى في 9 يوليو 2007 مهمة تدريب ريال مدريد، وقال عنه ماردونا بأنه أفضل مصوب للكرات على المرمى بسبب دقتها وقوتها الفائقة.
وتميز شوستر باستقرار فني في ريال مدريد بسبب خططه.

## الاندية التي لعب لها
أتليتيكو مدريد،
نادي برشلونة،
ريال مدريد،
باير ليفركوزن،
نادي كولن،
ريد بول الأمريكي.
بوروسيا دورتموند.

## الأندية التي دربها
- درب أولاً نادي فورتونا كولون الألماني في موسم 1997/1998.
- درب نادي كولن الألماني في موسم 1998/1999.
- درب نادي خيريز الإسباني في موسم 2001/2003.
- درب نادي شاختار دونيتسك الأوكراني في موسم 2003/2004.
- درب نادي ليفانتي الإسباني في موسم 2004/2005.
- درب نادي خيتافي الإسباني في موسم 2005/2007.
- درب ريال مدريد الإسباني في موسم 2007/2008.

وقد جاء شوستر ليتولى نادي ريال مدريد بعد إقالة المدرب الإيطالي فابيو كابيللو بدعوى عدم تقديم الأداء الممتع بجانب الفوز في المباريات مع الثقة في شوستر أن له القدرة على عمل توازن بين الفوز في المباريات وتقديم أداء ممتع.
فأضاف شوستر قوة هجومية كبيرة جدا للفريق بالتعاقد مع لاعبين لهم حس هجومي كبير أمثال الجناح الأيسر الهولندي آريين روبين والمهاجم الأرجنتيني خافيير سافيولا.
أقيل بعد تصريحاته حول مباراته مع برشلونة واصفاً فريقه بانه لايملك فرصة للفوز .
اتى بعده خواندي راموس ليخلفه في تدريب ريال مدريد

## أبرز إنجازاته كمدرب
أبرز انجازاته كمدرب كانت:
- الفوز مع نادي شاختار دونيتسك الأوكراني بكأس أوكرانيا.
- الفوز مع نادي ريال مدريد ببطولة الدوري الإسباني سنة 2008.
- الفوز مع نادي ريال مدريد ببطولة كأس السوبر الإسباني سنة 2008.

## وصلات خارجية
- بيرند شوستر على موقع IMDb (الإنجليزية)
- بيرند شوستر على موقع قاعدة بيانات كرة القدم.إي يو (الإنجليزية)
- بيرند شوستر على موقع بيانات كرة القدم. دي إي (الألمانية)
- بيرند شوستر على موقع ليكيب (الفرنسية)
- بيرند شوستر على موقع ناشيونال فوتبول تيمز (الإنجليزية)
- بيرند شوستر على موقع Soccerbase.com (مدرب) (الإنجليزية)
- بيرند شوستر على موقع عالم كرة القدم.نت (الإنجليزية)

1. ↑  José Mourinho Profile on Imdb.com نسخة محفوظة 16 أبريل 2016 على موقع واي باك مشين.